# BB&T Pavilion
BB&T Pavilion é uma arena multi-uso localizado nos EUA, em Camden, Nova Jersey, na margem do rio Delaware, através da Filadélfia.
Inaugurado em Junho de 1995 como Blockbuster-Sony Music Entertainment Centre (ou E-CentrE). Em 2001, o anfiteatro foi rebatizado para Tweeter Center at the Waterfront, e em 2008 para Susquehanna Bank Center, até ter seu nome alterado novamente em 2015 para BB&T Pavilion.